# Hymeniální řasy
Hymeniální řasy jsou řasy v lišejníku, které jsou součástí plodnice (a to přímo výtrusného rouška, hymenia) houby a spolu s houbovými výtrusy se i šíří. Jedná se spíše o výjimku, k lišejníkům s hymeniálními řasami patří Endocarpon či Staurothele. 